# Aleksandr Šilkin
Aleksandr Šilkin (in russo Александр Шилкин?; traslitterazione anglosassone Alexander Shilkin; 14 giugno 1989) è un bobbista russo.

## Biografia
Iniziò a gareggiare nel 2011 come frenatore per la squadra nazionale russa. Debuttò in Coppa Europa a dicembre 2012 ed esordì in Coppa del Mondo nel mezzo della stagione 2010/11, il 15 gennaio 2011 a Igls, occasione in cui colse anche il suo unico podio piazzandosi al 3º posto nella gara a squadre. Disputò la sua ultima gara il 16 gennaio 2014 a Igls in una tappa di Coppa Europa, concludendo 24º nel bob a quattro.

## Palmarès

### Coppa del Mondo
- 1 podio (nelle gare a squadre):
  - 1 terzo posto.